# Ewigschneehorn
Ewigschneehorn (alternativt: Ewigschneehoren) är ett berg på gränsen mellan kommunerna Guttannen och Innertkirchen i kantonen Bern i Schweiz. Det är beläget i Bernalperna, cirka 65 kilometer sydost om huvudstaden Bern. Toppen på Ewigschneehorn är 3 330 meter över havet.